# Gaetano Cottafavi
Gaetano Cottafavi (Correggio, XIX secolo – Roma?, XIX secolo?) è stato un incisore e disegnatore italiano.

## Biografia
Nato a Correggio, Gaetano Cottafavi risulta attivo a Roma tra il 1828 e il 1864.

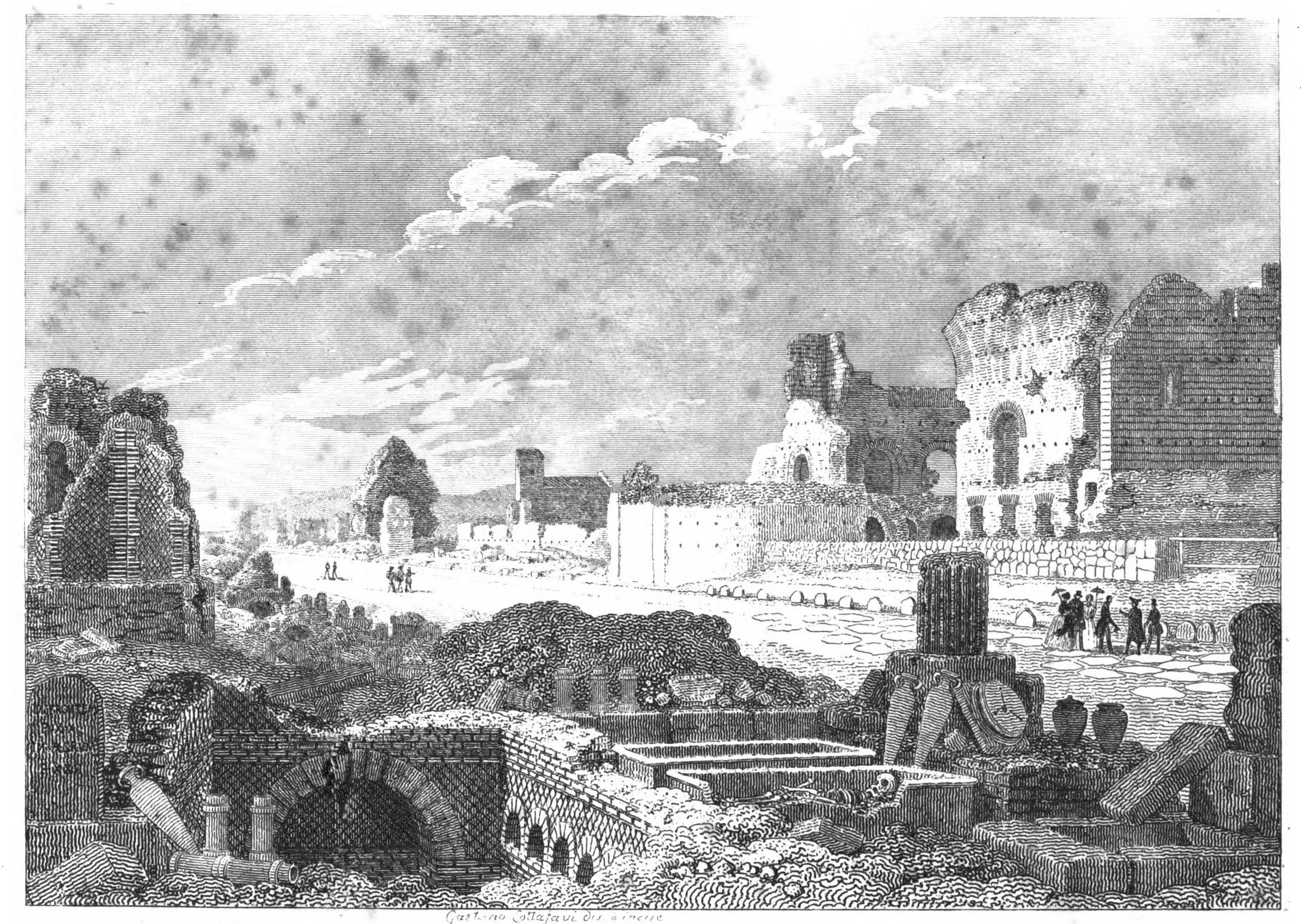
Gaetano Cottafavi, Memoria sullo scavo della Via Appia, incisione, 1851

La guida pratica della città di Roma, una sorta di indirizzario pubblicato col nome "Mercurio di Roma", nel 1843 annotava: "Cottafavi Gaetano, da Correggio di Modena, disegnatore, ed incisore di architettura, e paesaggio, via del pozzo n. 54." La sua attività di incisore si inseriva nel vedutismo romano ottocentesco, ispirato alle incisioni romane di Giovanni Battista Piranesi e di Giuseppe Vasi. Le sue incisioni erano apprezzate dagli stranieri del Grand Tour.
Nel 1824 Antonio Nibby pubblicò una rinnovata guida turistica della città di Roma, con percorsi da compiere nell'arco di varie giornate, col titolo Itinerario di Roma e delle sue vicinanze compilato [...] secondo il metodo del Vasi, che era aggiornata ai restauri degli antichi edifici e delle rovine romane e anche alle nuove costruzioni. Di questa rinnovata opera, che avrà varie, successive ristampe, l'edizione più nota e preziosa è quella con le immagini incise da Gaetano Cottafavi e da Domenico Amici.
La Civica Raccolta di Incisioni della Villa Reale di Monza possiede alcune incisioni sciolte di Gaetano Cottafavi, tratte dalla Raccolta delle principali vedute di Roma e suoi contorni disegnate dal vero ed incise da Gaetano Cottafavi, edita 1843 e che presentava 32 vedute. Altre incisioni di Cottafavi sono ai Musei civici e gallerie di Reggio Emilia (palazzo San Francesco) e a Roma, all'Istituto Nazionale per la Grafica che possiede 17 dei costumi di Roma.

### Incisioni
- Gaetano Cottafavi, Raccolta di N. Costumi di Roma e dei Contorni. Disegnati ed Incisi da Gaetano Cottafavi, Roma, Da Pietro Datri, 1828. (front. inc. e 30 tavole num.)
- Gaetano Cottafavi, Nuova raccolta delle principali vedute antiche e moderne dell'alma città di Roma e sue vicinanze incise a bullino da Pietro ed Achille Parboni Pietro Ruga e Gaetano Cottafavi, Roma, presso Giac.o Antonelli in via del Corso alle Convertite Num.o 179 B, 1829.
- Gaetano Cottafavi, Il fanatismo salubre. Gaet.o Cottafavi inv. dis. e inc., s.l, s.e., 1830. (1 incisione 183x232 mm)
- Gaetano Cottafavi, Come lo studio riduce l'uomo. V. Gajassi inv. e dis.; G.o Cottafavi inc., s.l, s.e., 1830. (1 incisione 183x232 mm)
- Gaetano Cottafavi, Vedute di Tivoli: Acqueforti, Roma, s.e., 1832-1835. (19 tav. 310x440 mm)
- Gaetano Cottafavi, Interno di S. Giovanni Cottafavi fece, Roma, presso Deodato Minelli via della Croce n. 19, 1833. (1 acquaforte 120x147 mm)
- Gaetano Cottafavi, Interno dell'Anfiteatro Flavio detto il Colosseo G. Cottafavi dis. e inc., Roma, presso l'editore Tommaso Cuccioni Neg.te di stampe, Via della Croce N. 88, 1837 ca..
- Gaetano Cottafavi, Raccolta delle principali vedute di Roma e suoi contorni disegnate dal vero ed incise da Gaetano Cottafavi, Roma, presso l'editore Tommaso Cuccioni, 1843. (50 tav. 210x270 mm)
- Oreste Raggi, Sui colli Albani e Tusculani, lettere di Oreste Raggi al cavalier Luigi Poletti, Roma, per Crispino Puccinelli, 1844. (8 tav. 180 mm, frontespizio con incisione di Antonio Moretti, tavole incise da Gaetano Cottafavi e da Achille Parboni)
- Gaetano Cottafavi, Panorama di Roma: veduta dalla sommità del Gianicolo entro la Villa Corsini = Panorame de Rome: vu du sommet du Gianicolo dans la Ville Cordini. Gaet. Cottafavi incise; L. Zeloni Arch.o e G. Cottafavi dis.to dal vero, Roma, da G.mo Antonelli al Corso a piazza di Sciarra n. 228-228, 1847. (1 acquaforte 420x860 mm)
- Agostino Jacobini, Memoria sullo scavo della Via Appia, Roma, Tipografia delle Belle Arti, 1851. (incisioni di Gaetano Cottafavi)
- Giovanni Pietro Campana, Di due sepolcri romani del secolo di Augusto scoverti tra la via Latina e l'Appia presso la tomba degli Scipioni: illustrazione letta nella Accademia romana di archeologia da Gio. Pietro Campana, 2 ed., Roma, dalla tipografia della Rev. Cam. Apostolica, 1852. (XIV tav. ripieg. 310 mm, incisioni di Achille Parboni e Gioacchino Camilli, con aggiunte in questa seconda edizione di 2 acqueforti di Gaetano Cottafavi, eseguite nel 1847)
- Erasmo Pistolesi, Descrizione di Roma e suoi contorni con nuovo metodo breve e facile per vedere la città in otto giorni, Roma, per G. Gallarini, 1848. (tav. ripieg., antiporta, front., pianta, 170 mm, tavole disegnate e incise da G. Cottafavi)
- Gaetano Cottafavi, Veduta di Piazza Colonna, 1852. (acquaforte mm 365x505)
- Gaetano Cottafavi, Veduta degli avanzi del palatino, Roma, Calcografia Camerale, 1852 ca. (acquaforte 365x505)
- Gaetano Cottafavi, Il profeta Eliseo che risuscita il Figlio della Donna di Sunam. Ant. Della Bitta inv. sculp. in cera; Gaetano Cottafavi inc.; Fr. Achille Ossicini Prov.re, Roma, s.e., 1855. (1 acquaforte 220x280 mm)